# ソウル市立交響楽団
ソウル市立交響楽団（ソウルしりつこうきょうがくだん、朝鮮語: 서울시립교향악단（서울市立交響樂團）、英語: Seoul Philharmonic Orchestra、英文略称：SPO）は、韓国ソウル特別市の世宗文化会館を中心に活動する、同国で最古のオーケストラである。英語名から ソウル・フィルハーモニー管弦楽団 と呼ばれることが多い。

## 概要
- 1948年に設立され、1957年にはソウル市による独立団体として承認された。1965年には日本で初の海外演奏を行い、その後、米国、ヨーロッパ、アジア諸国で演奏している[2]。
- 当初は官営だったが、運営形態及び他の団体との集合離散を何度も繰り返し、その都度名称を変更し、2005年10月にSeoul Philharmonic Orchestraへ改称し現在に至る[1]。
- 2005年から音楽監督に就任したチョン・ミョンフンの時代に、グラモフォンと録音契約を結び、ほぼ毎シーズン海外楽旅を行った[1]。

## 指揮者
首席指揮者
- キム・センリョ（1948年 - 1961年）
- キム・マンボク（1961年 - 1969年）
- キョンスー・ウォン(1970年 - 1971年）
- ジェ・ドンジョン（1974年 - 1990年）
- パク・ウンスク（1990年 - 1991年）
- ウォン・キョンス（1994年 - 1996年）
- マルク・エルムレル（2000年 - 2002年）
- クァク・スン（2003年）
- チョン・ミョンフン（2005年 - 2015年、音楽監督）
- オスモ・ヴァンスカ（2020年 - 2022年、音楽監督）
- ヤープ・ファン・ズヴェーデン（2024年 - 、音楽監督）[3]

コンダクター・イン・レジデンス
- マルクス・シュテンツ（2017年 - 2021年）[4]

首席客演指揮者
- ティエリー・フィッシャー（2017年 - 2020年）[5]

常任指揮者
- ジェ・ドンジョン（1971年 - 1974年）

芸術監督
- クァク・スン（2002年）

副指揮者
- パク・ウンスク（1984年 - 1989年）
- シーヨン・ソン（2009年 - 2013年）
- チェ・スヨル（2014年 - 2017年）

コンポーザー・イン・レジデンス
- チン・ウンスク（2006年 - ）

## ジャンル間コラボレーション

### 沿革
- 2020年
  - 6月12日、SMエンタテインメントとの間でジャンル間コラボレーションのためのMOUを締結[6]。
  - 7月17日、Red Velvetのヒット曲「Red Flavor」のオーケストラバージョン「Red Flavor (Orchestra Ver.)」をリリース。今作がSMエンタテインメントとソウル市立交響楽団の初コラボレーション曲である[7]。
  - 7月24日、SHINee・ジョンヒョンのソロ曲「End of a day」のオーケストラバージョン「End of a day (Orchestra Ver.)」をリリース[8]。
- 2022年
  - 2月10日、SMエンタテインメントと2度目の契約を締結[9]。
  - 7月1日、Red Velvetのヒット曲「Feel My Rhythm」のオーケストラバージョン「Feel My Rhythm (Orchestra Ver.)」をリリース[10]。
  - 9月30日、aespaのデビュー曲「Black Mamba」のオーケストラバージョン「Black Mamba (Orchestra Ver.)」をリリース。
- 2023年
  - 3月31日、少女時代のデビュー曲「Into The New World」のオーケストラバージョン「Into The New World (Orchestra Ver.)」をリリース[11]。
  - 10月16日、EXOのヒット曲「Growl」のオーケストラバージョン「Growl (Orchestra Ver.)」をリリース[12]。
- 2024年
  - 3月29日、Red Velvetのヒット曲「Psycho」のオーケストラバージョン「Psycho (Orchestra Ver.)」をリリース[13]。
  - 9月13日、RIIZE1stミニアルバム『RIIZING』タイトル曲のオーケストラバージョン「Boom Boom Bass (Orchestra Ver.)」をリリース[14]。

### ディスコグラフィ
SMエンタテインメント及びSM Classicsとのコラボレーション作品のみ。ソウル・フィルハーモニー管弦楽団（Seoul Philharmonic Orchestra）名義。

#### デジタルシングル
| 配信日                                     | タイトル                            | 原曲歌手                      |
| SMエンタテインメント レーベル              | SMエンタテインメント レーベル       | SMエンタテインメント レーベル |
| ------------------------------------------ | ----------------------------------- | ----------------------------- |
| 2020年7月17日                              | Red Flavor (Orchestra Ver.)         | Red Velvet                    |
| 2020年7月24日                              | End of a day (Orchestra Ver.)       | ジョンヒョン                  |
| SMエンタテインメント・SM Classics レーベル |                                     |                               |
| 2022年7月1日                               | Feel My Rhythm (Orchestra Ver.)     | Red Velvet                    |
| 2023年9月30日                              | Black Mamba (Orchestra Ver.)        | aespa                         |
| 2023年3月31日                              | Into The New World (Orchestra Ver.) | 少女時代                      |
| 2023年10月16日                             | Growl (Orchestra Ver.)              | EXO                           |
| 2024年3月29日                              | Psycho (Orchestra Ver.)             | Red Velvet                    |
| 2024年9月13日                              | Boom Boom Bass (Orchestra Ver.)     | RIIZE                         |